# Kattlunds
Kattlunds est une ferme-musée située dans la Commune de Gotland, dans le comté éponyme, en Suède.

## Description et histoire
Le corps de logis, dont les parties les plus anciennes datent du milieu du XIIIe siècle, se composait à l'origine d'une antichambre et d'une cabane chauffée. Au-dessus du vestibule se trouvait un étage supérieur avec un grenier pour la vie d'été et les fêtes. Le manoir s'ouvrait par des fenêtres à galeries romanes sur la cour. Peu de temps après, une grande extension de deux étages a été construite en biais par rapport à cette ancienne maison. Le rez-de-chaussée abritait une salle chauffée, tandis que l'étage supérieur était probablement un entrepôt. De grandes parties de la maçonnerie subsistent, mais la ferme a acquis son apparence actuelle au cours des 18e et 19e siècles.
Ladugårdslängan vers la route est la seule dépendance médiévale préservée de Gotland. Le bâtiment, qui date du XIIIe siècle, mesure 26 mètres de long et 10 mètres de large. Il était à l'origine plus bas et avait un toit plus raide, qui était recouvert d'ag. Le bâtiment est divisé par une porte d'entrée à la ferme, l'espace à l'ouest de la porte était probablement un grenier, tandis que l'espace à l'est de la porte servait d'écurie et de grange, avec un grenier à foin dans le grenier. Dans le mur extérieur de la grange, il y a deux portes à fumier en plein cintre, par lesquels le fumier de la grange était jeté.
La ferme a été menacée de démolition en 1910, lorsque Sune Ambrosiani a acheté et sauvé la ferme de la destruction. Grâce à un don de Wilhelmina von Hallwyl en 1922, les anciens amis de Gotland ont pu acquérir la propriété.
A proximité se trouvent les ruines d'un château médiéval, construit dans la seconde moitié du XIIe siècle ou vers 1300. Le château se dressait encore sur trois étages au XVIIIe siècle. Il a fait l'objet d'une enquête archéologique en 1950.

## Galerie

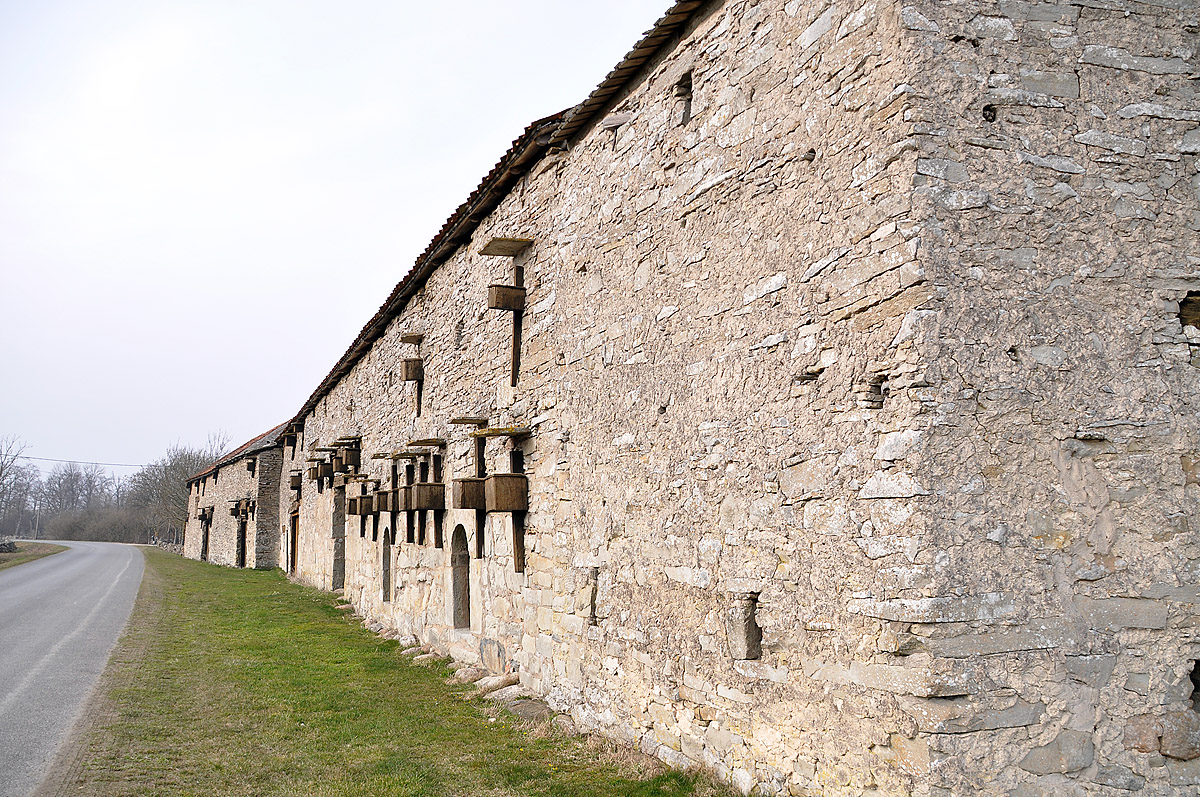
Allée de la grange avec aire de battage
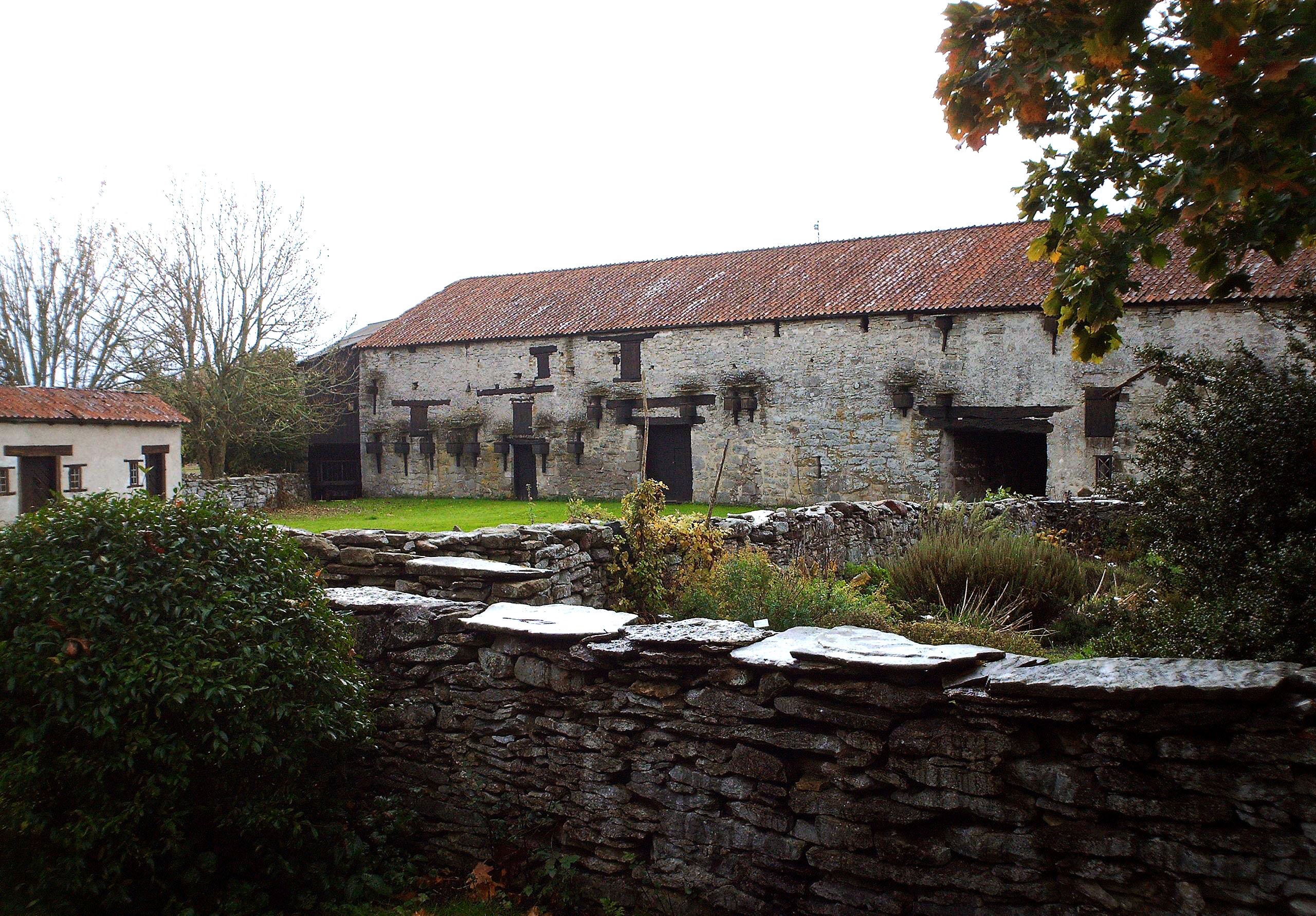
La longueur de la dépendance
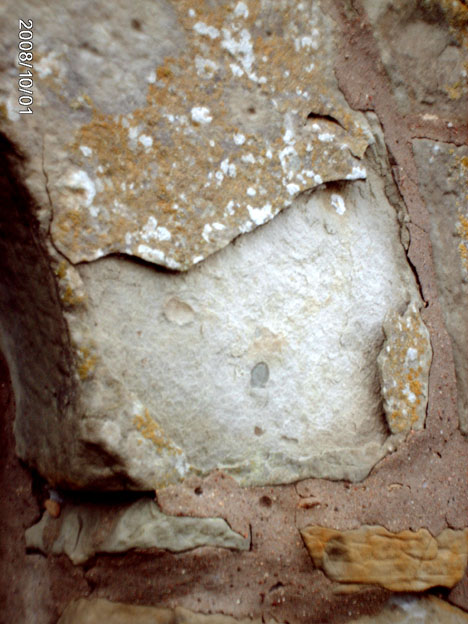
Gommage sur pierre, dépendances
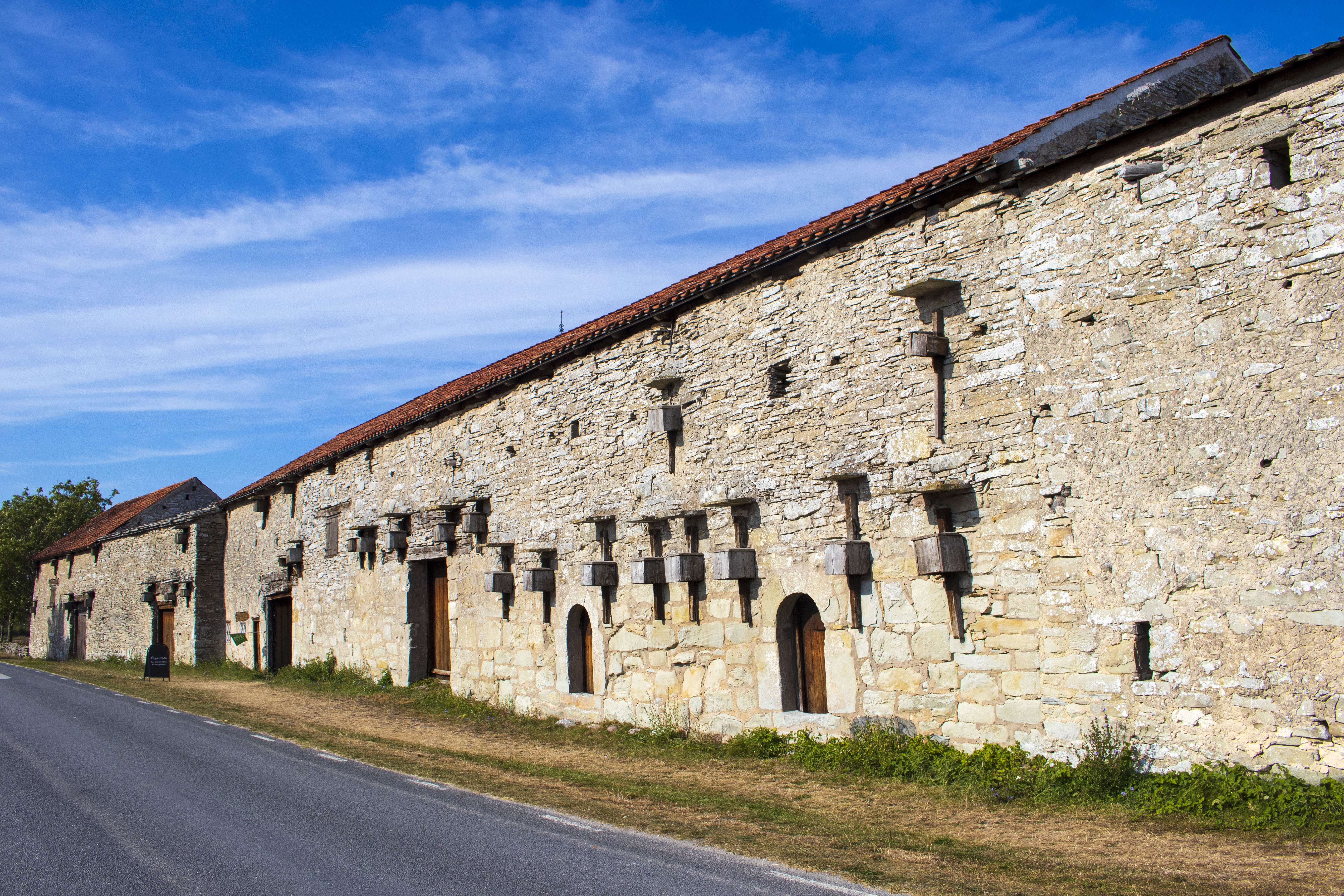
La ferme de Kattlund